# وینگهام، انتاریو
وینگهام (به انگلیسی: Wingham) یک شهر مسکونی در کانادا است که در شهرستان هورون، انتاریو واقع شده‌است.

## خصوصیات
وینگهام ۲٫۵۷ کیلومترمربع مساحت و ۲٬۸۷۵ نفر جمعیت دارد.